# 虹口区图书馆

上海市虹口区图书馆由总馆、乍浦分馆、曲阳分馆组成。总馆于2009年6月开始建设，2010年12月28日正式对外开放，国家一级图书馆。虹口图书馆是“国家一级图书馆”，连续五次荣获“上海市文明单位”称号。
虹口区图书馆的建筑面积6784平方米，设计总藏书量为30余万册，有阅览座位700多席，512个网络信息接收点。馆内设有报刊阅览室、书刊借阅室、电子阅览室、少儿书刊借阅室、音乐图书室、参考阅览室、读者自修室、视障阅览室等八个对外服务部门。

## 虹口图书馆乍浦分馆
虹口图书馆乍浦分馆位于乍浦路245号，1957年成立，2012年4月进行改扩建，建筑面积2931平方米，阅览座位550个，藏书38.7万册。

## 虹口图书馆曲阳分馆
虹口图书馆曲阳分馆位于曲阳路574号，1987年10月成立，07年改扩建后的建筑面积为2520平方米，藏书总量近20万册。报刊650多种，阅览席位394个。

## 参考资料

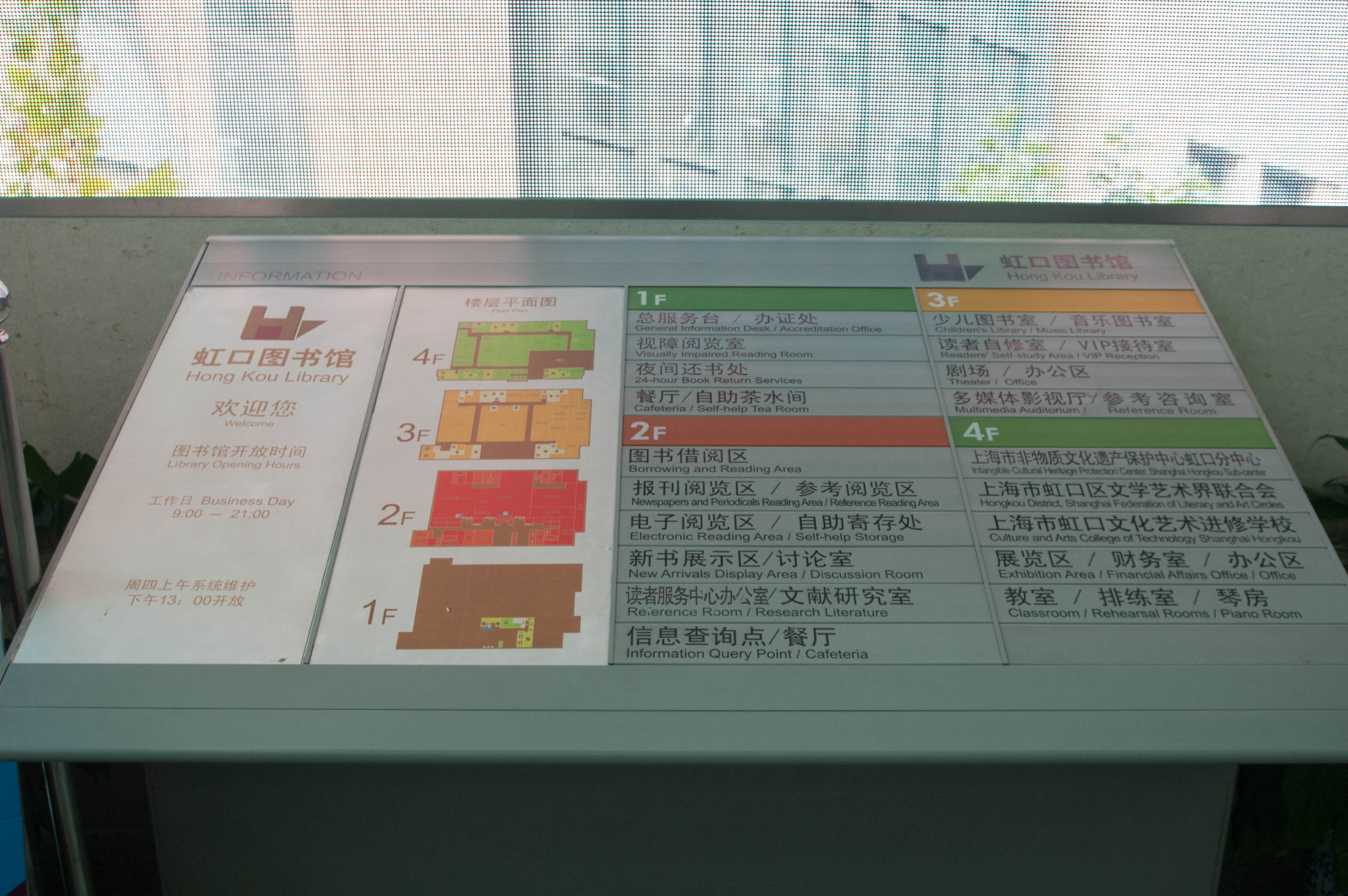
虹口图书馆-导览图
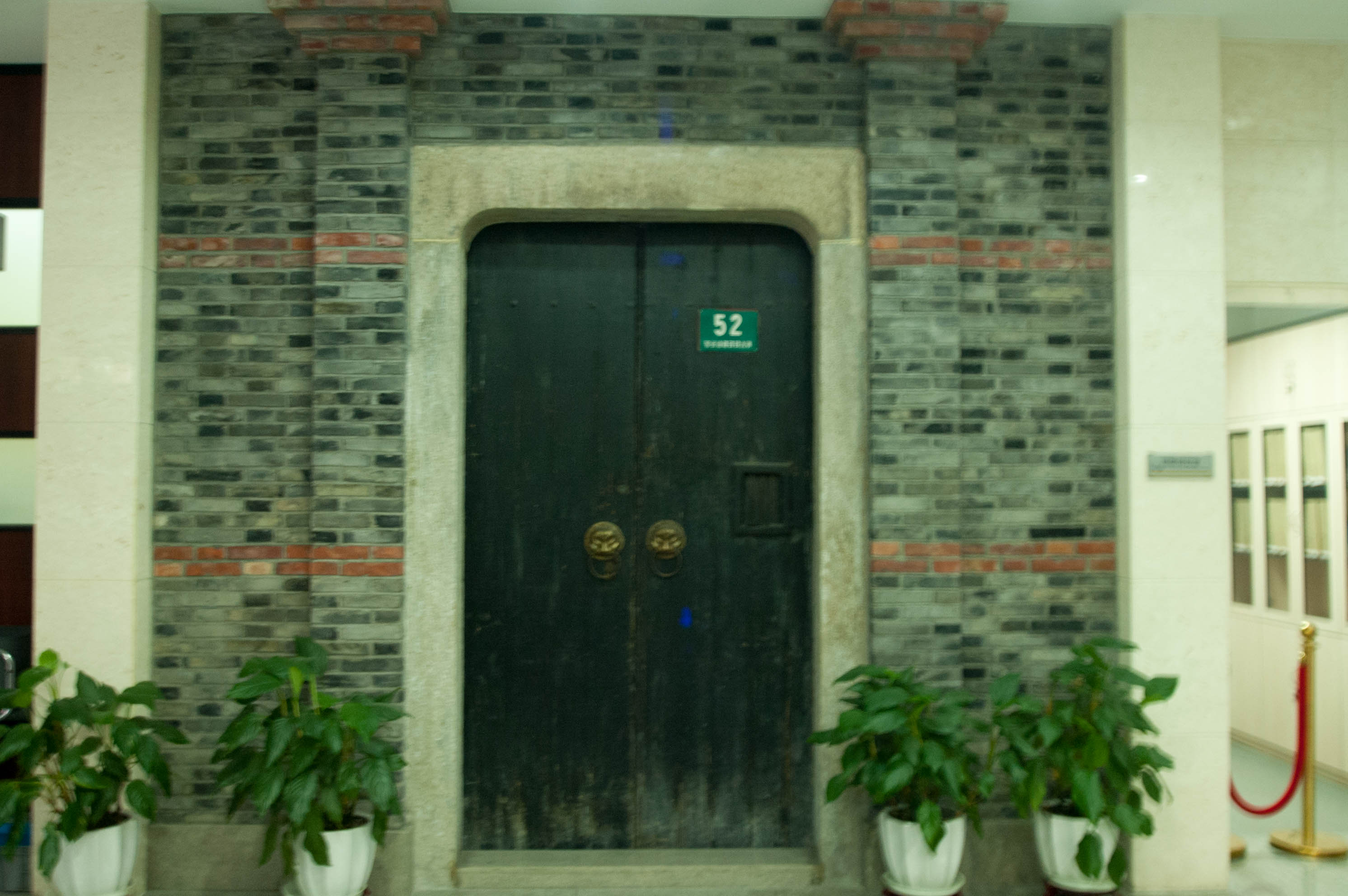
虹口图书馆-原址